# Шелл-Ноб (Міссурі)
Шелл-Ноб (англ. Shell Knob) — переписна місцевість (CDP) в США, в округах Баррі і Стоун штату Міссурі. Населення — 1254 особи (2020).

## Географія
Шелл-Ноб розташований за координатами 36°36′37″ пн. ш. 93°35′42″ зх. д. / 36.61028° пн. ш. 93.59500° зх. д. (36.610213, -93.595073).  За даними Бюро перепису населення США в 2010 році переписна місцевість мала площу 28,18 км², з яких 21,34 км² — суходіл та 6,83 км² — водойми.

## Демографія
Згідно з переписом 2010 року, у переписній місцевості мешкало 1379 осіб у 661 домогосподарстві у складі 448 родин. Густота населення становила 49 осіб/км².  Було 1196 помешкань (42/км²).
Расовий склад населення:
| - 98,0 % — білих - 0,9 % — корінних американців - 0,1 % — азіатів |

До двох чи більше рас належало 0,9 %. Частка іспаномовних становила 1,7 % від усіх жителів.
За віковим діапазоном населення розподілялося таким чином: 11,5 % — особи молодші 18 років, 52,0 % — особи у віці 18—64 років, 36,5 % — особи у віці 65 років та старші. Медіана віку мешканця становила 59,6 року. На 100 осіб жіночої статі у переписній місцевості припадало 95,3 чоловіків;  на 100 жінок у віці від 18 років та старших — 94,6 чоловіків також старших 18 років.
Середній дохід на одне домашнє господарство  становив 55 369 доларів США (медіана — 42 453), а середній дохід на одну сім'ю — 58 066 доларів (медіана — 43 382). За межею бідності перебувало 4,5 % осіб, у тому числі 0,0 % дітей у віці до 18 років та 3,4 % осіб у віці 65 років та старших.
Цивільне працевлаштоване населення становило 493 особи. Основні галузі зайнятості: транспорт — 12,8 %, виробництво — 12,4 %, освіта, охорона здоров'я та соціальна допомога — 12,4 %.